# Hinsides retfærdigheden
Hinsides retfærdigheden (originaltitel: Beyond this place (USA: Web of evidence)) er en britisk film, instrueret af Jack Cardiff. Den havde premiere i Danmark 7. august 1961.

## Handling
Filmen er baseret på romanen af samme navn, skrevet af A.J. Cronin, og handler om Paul Mathry, der efter 20 år i USA vender tilbage til Liverpool. Her finder han ud af at hans far, som han troede døde i som en helt i krigen, i virkeligheden er i fængsel for mord. Paul sætter sig for at starte sin egen efterforskning, for at få bevist at faren er uskyldig.

## Medvirkende
- Van Johnson – Paul
- Vera Miles – Lena
- Emlyn Williams – Enoch
- Bernard Lee – Patrick (Faderen)
- Jean Kent – Louise